# Congregazione delle acque
La Congregazione delle acque, ufficialmente in latino Congregatio pro viis pontibus et acquis curandis, era un organismo della Curia romana, oggi soppresso.

## Storia

Bernardino Zendrini, Giustificazione de fatti prodotti nell'Articolo 2 (1717), indirizzata "Alla sacra Congregazione delle acque".

Papa Sisto V il 22 gennaio 1588 con la bolla Immensa Aeterni Dei istituì una congregazione di sei cardinali col compito di vigilare sul mantenimento in opera di strade e ponti e soprattutto degli acquedotti che facevano giungere a Roma l'acqua necessaria agli abitanti.
La congregazione aveva il compito di scegliere annualmente due cittadini romani ai quali dava facoltà di verificare lo stato degli acquedotti oltre a rilevare i lavori da fare in ambito stradale e pontile. Fu poi Paolo V mediante la bolla In sede beati Petri del 13 settembre 1612 a specificare che maggiore attenzione fosse tributata alle fontane urbane di Roma, da dove i cittadini attingevano prevalentemente l'acqua.
La congregazione venne dichiarata sciolta quando, con l'annessione dello Stato della Chiesa al Regno d'Italia (1870), la Santa Sede non ebbe più il potere di sovranità sui propri territori.

## Elenco dei prefetti
...
- Ottavio Bandini (circa 1629)[1]

...
- Francesco Cennini de' Salamandri (circa 1644)[1]

...
- Flavio Chigi (1657–1667)[1]
- Paluzzo Paluzzi Altieri degli Albertoni (1670–1676)[1]
- Alderano Cibo (1676–1689)[1]
- Pietro Ottoboni (1689–1691)[1]
- Fabrizio Spada (1691–1700)[1]
- Francesco Barberini (1701-1738)[1]
- Alessandro Albani (1738-1779)
- Guglielmo Pallotta (1779–1785)
- Francesco Mantica (1785-1802)
- Antonio Maria Doria Pamphilj (1802-1821)
- Fabrizio Ruffo (1821-1827)
- Agostino Rivarola (1827-1833)
- Ludovico Gazzoli (1833-1843)
- Giovanni Serafini (1843–1846)
- Francesco Saverio Massimo (1846-1848)

...

### Elenco dei Segretari
...
- Giovanni Conversi (19 luglio 1814 - 9 marzo 1816)
- Pio Puccetti (9 marzo 1816 - 19 giugno 1822)
- Giacomo Filippo Fransoni (19 giugno 1822 - 21 gennaio 1823 nominato nunzio apostolico in Portogallo)
- Giuseppe Groppelli (10 marzo 1823 - 28 dicembre 1824)
- Giuseppe Cherubini (28 dicembre 1824 - 1º ottobre 1826)
- Niccola Clarelli Parracciani (1º ottobre 1826 - 15 dicembre 1828)
- Adriano Fieschi (15 dicembre 1828 - 2 luglio 1832)
- Francesco Saverio Massimo (2 luglio 1832 - 23 agosto 1834)
- Gioacchino Provenzali (23 agosto 1834 - 28 dicembre 1836)
- Giuseppe Maria Vespignani (28 dicembre 1836 - 12 giugno 1841)
- Camillo Amici (12 giugno 1841 - 8 marzo 1842)
- Ascanio Gabrielli Muti (8 marzo 1842 - 1847)

...